# Granowita Pałata
Granowita Pałata (ros. Грановитая палата) – zabytek architektury na Kremlu moskiewskim, jeden z najstarszych cywilnych budynków w Moskwie. Została zbudowana w latach 1487–1491 na zamówienie Iwana III przez włoskich architektów Marco Ruffo i Pietro Antonio Solari. Budynek służył do uroczystych przyjęć, posiłków oraz koronacji.

## Historia
Budowę Granowitej Pałaty rozpoczął w 1487 roku architekt Marco Ruffo na zamówienie Iwana III. Prace budowlane zostały zakończone w 1491 roku pod nadzorem Pietro Antonio Solari. Pałata powstała w miejscu, gdzie poprzednio znajdowała się stara sala audiencyjna (gridnica). Początkowo nazywana była „Wielką Pałatą, co na placu”. Nazwę „Granowita Pałata” budowla otrzymała od oblicowania fasetą wschodniej fasady, charakterystycznego dla włoskiej architektury renesansu.
Obok Granowitej Pałaty wzniesiono Środkową Złotą Komnatę (Средняя золотая палата), a przed nią – Taras Górny (Верхнее крыльцо lub Передние переходы), na który z Placu Soborowego (Соборная площадь) prowadziło troje schodów:
1. Czerwony Ganek (Красное крыльцо) przy ścianie Granowitej Pałaty służył jako miejsce uroczystego pojawienia się cara,
2. środkowe schody – od końca XVII wieku nazywane Złotymi Schodami (Золотая лестница) lub Złotą Kratą (Золотая решётка) – prowadziły do sieni Środkowej Złotej Komnaty, którymi do pałacu wchodzili posłowie państw niechrześcijańskich,
3. ganek Soboru Zwiastowania, wykorzystywany jako wejście do pałacu od strony Placu Soborowego[2].

Pomiędzy schodami Granowitej Pałaty i Środkowej Złotej Komnaty znajdowała się Czerwona Brama (Красные ворота), która oddzielała plac od dziedzińca. Za Środkową Złotą Komnatą znajdowała się Jadalna Chata z belek (Столовая брусяная изба), zniszczona w 1681 roku. Na południe od niej wznosiła się Pałata Nadbrzeżna (Набережная палата), która istniała – podobnie jak Złota Komnata – do 1753 roku.
Od XVI wieku w Granowitej Pałacie odbywały się posiedzenia Dumy Bojarskiej, Soboru Ziemskiego (ostatnie posiedzenie w 1653 roku), uroczystości, m.in. świętowanie podboju Kazania w 1552 roku, zwycięstwa pod Połtawą w 1709 roku, zawarcia pokoju w Nystad w 1721 roku.
W 1684 roku architekt Osip Starcew przeprowadził remont Granowitej Pałaty. Poszerzono okna łukowe, okienne listwy ozdobiono ornamentem kwiatowym, nad Świętą Sienią (Святые сени)  dobudowano Górną Sień (Верхние сени), które doświetlono dzięki wycięciu dodatkowych okien: trzech na południowej fasadzie i czterech na zachodniej. Nad gzymsem dobudowano drewnianą balustradę. Portal w południowej części fasady przerobiono na okno. Naprzeciwko wejścia z sieni do pałaty wycięto nowy portal i obramowano go rzeźbionymi kolumnami i frontonem, na którym umieszczono wizerunek dwugłowego orła.

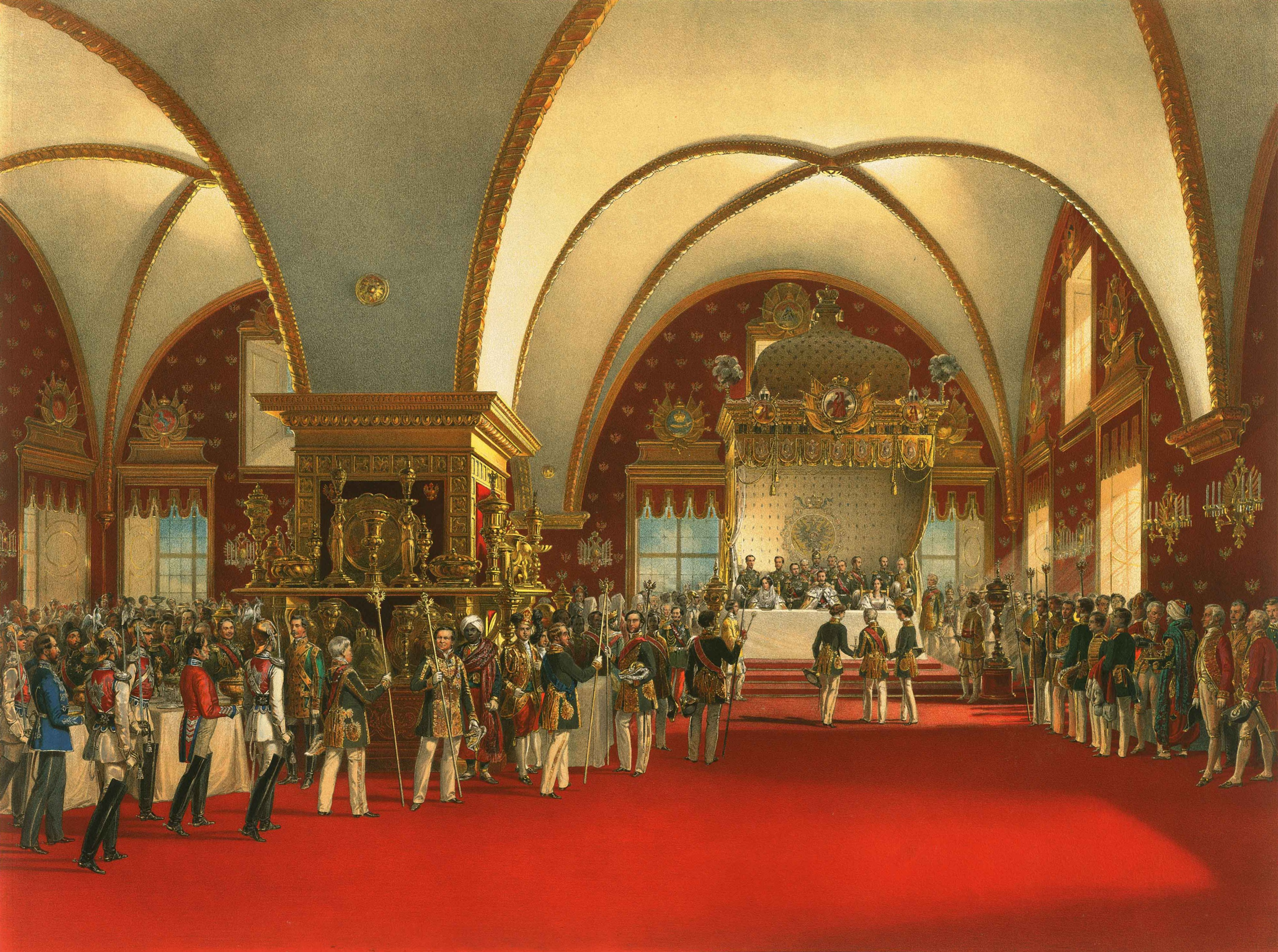
Przyjęcie koronacyjne Aleksandra II w 1856 roku

Do końca XIX wieku w Granowitej Pałacie organizowano biesiady, towarzyszące kolejnym koronacjom, które odbywały się w pobliskim Soborze Uspieńskim, pomimo przeniesienia stolicy do Petersburga na początku XVIII wieku. Podczas uroczystości salę tronową dodatkowo dekorowano, na przykład w kwietniu 1730 roku, z okazji koronacji Anny Romanowej, do Granowitej Pałaty Prikaz Skarbowy przekazał ponad pięćset cennych przedmiotów, a przed koronacją Katarzyny II ściany pałaty zostały ozdobione gobelinami, przestrzeń nad oknami pokryto malowidłami oraz pobielono łuki.
Granowita Pałata ucierpiała podczas pożaru 1737 roku. Ogień strawił dach, podłogę w sieni, okienne ramy, zostały uszkodzone rzeźby z białego kamienia. W 1753 roku – podczas budowy nowego pałacu na Kremlu według projektu architekta Bartolomeo Rastrelli – przebudowano Czerwony Ganek, przy zachowaniu poprzedniego wzoru i kamiennych rzeźb.
W latach 1838–1849, gdy wznoszono Wielki Pałac Kremlowski (Большой Кремлёвский дворец), Granowita Pałata weszła w skład nowego kompleksu budynków pałacowych i została połączona z Salą Włodzimierza (Владимирский зал) od strony Świętej Sieni. W 1840 roku Mikołaj I rozkazał przebić w Świętej Sieni drugi portal, którego zdobienie dokładnie powtórzyło wygląd pierwszego. W tymże roku odnowiono dach pałaty, kładąc go na metalowych konstrukcjach krokwiowych. W 1846 roku dzięki staraniom kupca Fiodora Czełnokowa prawie w całości przebudowano zwieńczenie budynku.
W 1882 roku, przed koronacją Aleksandra III, Granowitą Pałatę odrestaurowano. Prace nadzorował archeolog i historyk sztuki Gieorgij Filimonow, prace architektoniczne prowadził Nikołaj Szochin. W wyniku remontu usunięto prawie wszystkie elementy wystroju z XVIII–XIX wieku: gobeliny, barokowe dekoracje okienne, panneau. Aby oświetlić pomieszczenia, zamontowano brązowe żyrandole i kinkiety w kształcie wieloramiennych świeczników w stylu lichtarzy nowogrodzkich z XV wieku. Artel malarzy z Palecha odrestaurował malowidła na ścianach i sklepieniach.
Po rewolucji 1917 roku pałata, będąca częścią kompleksu Wielkiego Pałacu, została przekazana biuru komendanta wojskowego Kremla. Przeprowadzano w niej oficjalne przyjęcia. W 1934 roku rozebrano Czerwony Ganek. W jego miejscu wzniesiono dwukondygnacyjną jadalnię, przylegającą do południowej fasady pałaty, przeznaczoną dla członków zjazdów Komunistycznej Partii Związku Radzieckiego i posiedzeń Rady Najwyższej ZSRR. W latach 1992–1994 jadalnię rozebrano, a Czerwony Ganek odbudowano według wzorca z połowy XVIII wieku.
W latach 1967–1968, wskutek prac konserwatorskich, w zachodniej ścianie pałaty przywrócono rzeźbiony portal z białego kamienia, na środkowym filarze – dekoracyjne płaskorzeźby, odnowiono malowidła, w murach usunięto pęknięcia i szczeliny oraz na ścianach, portalach i filarze na nowo wypełniono złocenia. W latach 2011–2012 wzmocniono fundament, jastrychy, ściany nośne, w całości zmieniono pokrycie dachowe, odnowiono żyrandole, odtworzono parkiet i dywany oraz odrestaurowano freski z 1881 roku. Jednocześnie na terenie pałaty przeprowadzono wykopaliska archeologiczne, w wyniku których odkryto około trzech tysięcy artefaktów.
Od 2018 roku Granowita Pałata należy do kompleksu Wielkiego Pałacu Kremlowskiego, który jest rządową rezydencją prezydenta. Są w niej organizowane spotkania głów państw, ceremonie wręczenia nagród i inne przyjęcia państwowe. W dolnej kondygnacji pałaty znajduje się biuro patriarchy.

## Architektura

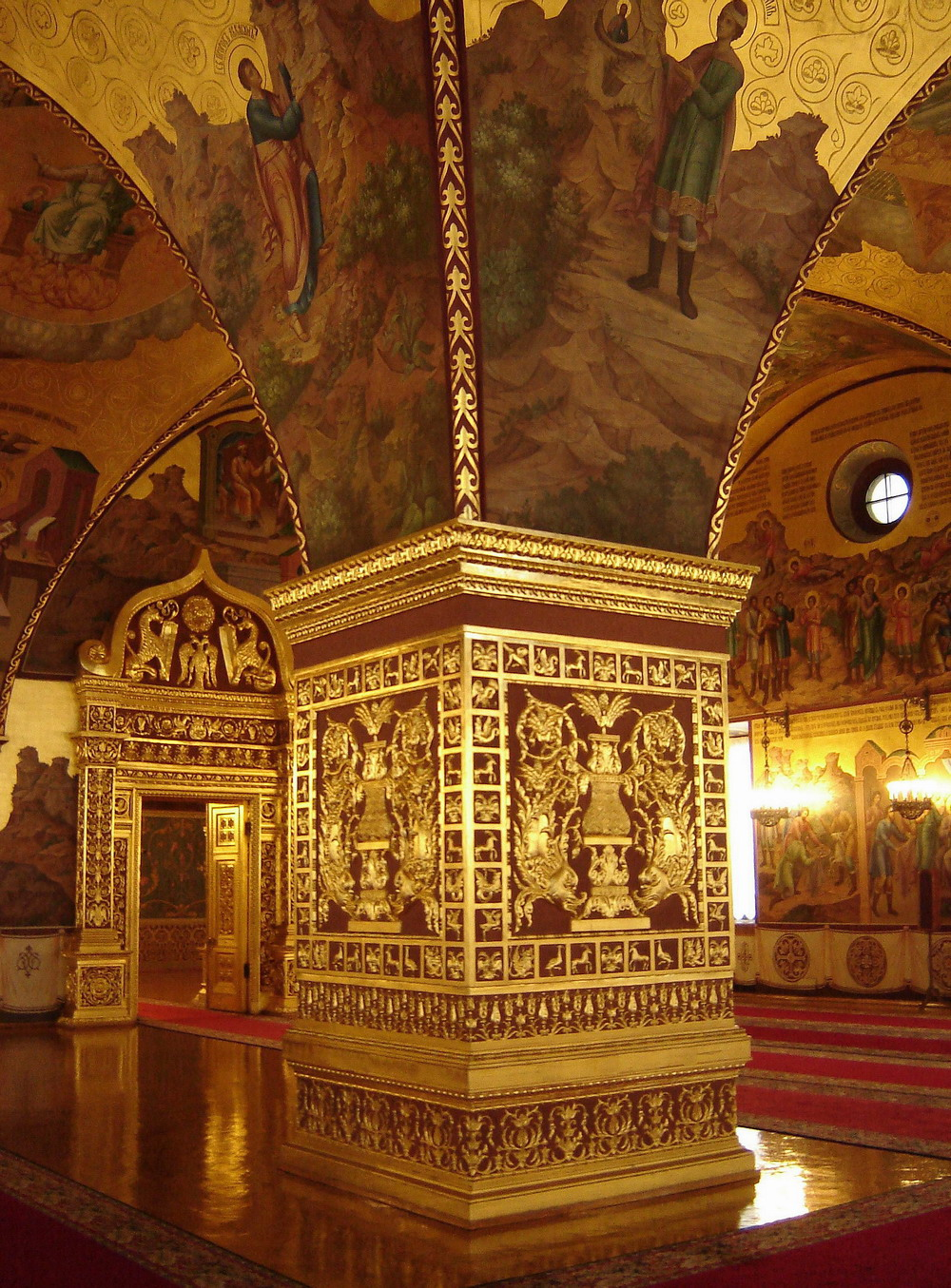
Filar w sali tronowej

Budynek Granowitej Pałaty jest dwukondygnacyjny. Górne piętro to kwadratowa sala tronowa o powierzchni 495 m², przykryta czterema sklepieniami krzyżowymi, spoczywającymi na środkowym filarze. Od zachodu do sali przylega Święta Sień. Dolna kondygnacja to częściowo podziemna piwnica.
Wejście do pałaty od strony Placu Soborowego nazywa się Czerwony Ganek. Nad jego bocznymi frontonami zostały zainstalowane dwa dwugłowe orły, a na spocznikach – kamienne lwy. Do północnej fasady pałaty przylega niewielka przybudówka, w której znajdują się schody.

### Malowidła
W XVI wieku ściany i łuki wewnątrz Granowitej Pałaty zostały ozdobione freskami. W latach 1668–1672 Simon Uszakow na rozkaz Aleksego I odnowił malowidła, odczytał napisy i sporządził inwentaryzację. Za panowania Piotra I freski zostały zniszczone, łuki wybielone, natomiast ściany pokryte malinowym aksamitem z wyhaftowanymi złotem dwugłowymi orłami. W tym stanie pałata istniała do 1881 roku, gdy bracia Biełousowowie – malarze ikon z Palecha – odtworzyli pierwotne malowidła na podstawie inwentarza Simona Uszakowa.
Portal przejścia głównego jest obramowany płaskimi pilastrami z płaskorzeźbami o motywach roślinnych i uzupełniony wizerunkami zwierząt heraldycznych. Centralną postacią kompozycji jest wizerunek dwugłowego orła, który przez historyka Olega Uljanowa uznany jest za najstarszy wizerunek herbu rosyjskiego. Na sklepieniu znajdują się malowidła o motywach kosmologicznych, do których za źródło posłużyły Biblia i Ruski Chronograf. Filar i portale zdobią pozłacane płaskorzeźby, na środku filara są umieszczone delfiny, we fryzie  – herb z orłem i wizerunki zwierząt.
W lunetach ściany południowej znajdują się malowidła o motywach zaczerpniętych ze Starego Testamentu oraz trzy kompozycje: Salomon, scena koronacji Włodzimierza Monomacha oraz Fiodor I. Po bokach otworów okiennych znajdują się wizerunki dwudziestu czterech przedstawicieli rodziny książęcej Rurykowiczów.

### Święta Sień
Przed wejściem do Granowitej Pałaty znajduje się Święta Sień – duża sala ceremonialna. W obecnej postaci wzniesiono ją w latach 1830–1840 podczas budowy Wielkiego Pałacu Kremlowskiego. Zachowały się dwa portale ozdobione heraldycznymi wizerunkami lwa i smoka. Pozostałe dwa zostały utracone w latach czterdziestych XIX wieku. Ściany sieni w latach 1846–1847 udekorowano malowniczymi panneau autorstwa malarza Fiodora Zawjałowa. W 1882 roku bracia Biełousowowie ozdobili ściany malowidłami o tematyce biblijnej i historycznej.

### Tajny pokój
Tajny pokój był zlokalizowany naprzeciwko tronu. To pomieszczenie o podłużnym kształcie, służące do obserwowania przez carycę ceremonii. Pokój ma zakratowane okno z powieszoną zasłoną. Według opisu z lat trzydziestych XVIII wieku pokój był bogato udekorowany: ściany i sufit obite żółtym adamaszkiem, drzwi – czerwoną tkaniną, znajdował się tu obraz Zofii Mądrości w srebrnej ryzie i koronie, przy tajnym oknie wisiała zasłona, na podłodze położono złoty ze srebrem brokat chiński i jedwab, obszyty podwójnym złotym warkoczem, oraz dwa jedwabne sznury, dwie poduszki obramowane żółtym adamaszkiem, pod nimi – podłoga obita czerwoną tkaniną. Pokój spłonął w pożarze 1737 roku. Został odbudowany przed koronacją Elżbiety Romanowej w 1742 roku. W 1882 roku przeniesiono doń dekoracje sali tronowej z lat czterdziestych XIX wieku: tapiserię, żyrandole i kinkiety. W latach 2010–2011 odrestaurowano ściany, sklepienie, malowidła i marmurowe parapety.

### Czerwony Ganek

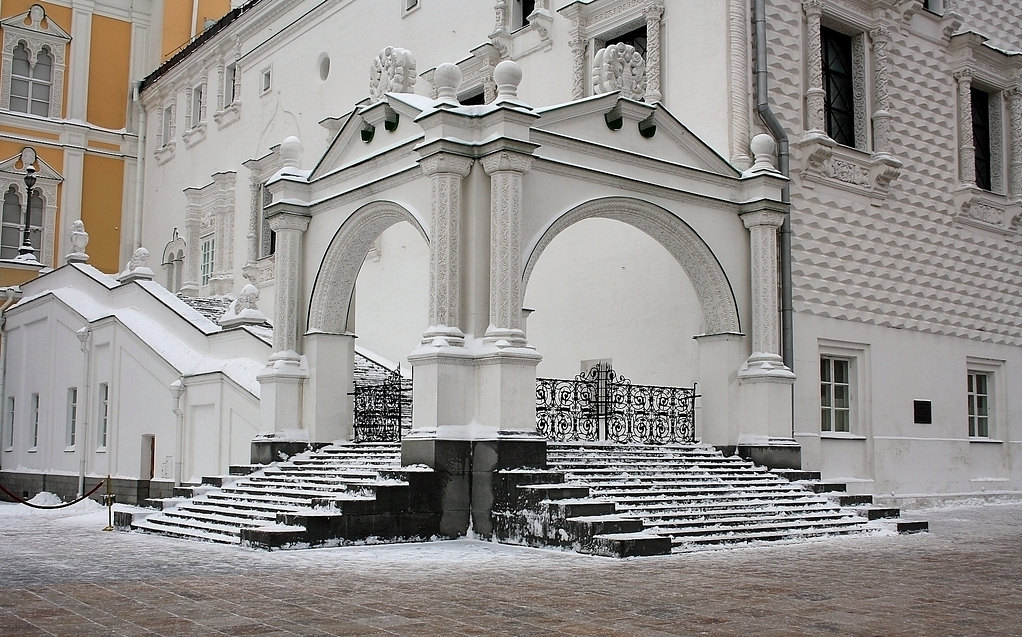
Czerwony Ganek

Czerwony Ganek jest paradnym wejściem do Granowitej Pałaty od strony Placu Soborowego. Znajduje się na południowej stronie budynku. Prowadzą do niej schody z trzema spocznikami. Schody zakończone są podestem i wejściem do sieni.
W XVII wieku na Czerwonym Ganku stała warta. Pod łukami schodów znajdowały się pomieszczenia dla służby. Schody liczyły 32 stopnie z białego kamienia, pokrytego żelaznymi płytami. Na spocznikach stały kamienne pozłacane lwy. Z lewej strony była kamienna balustrada. Schody nakrywał miedziany dach w kształcie namiotów zwieńczonych rzeźbami orłów. Podczas pożaru w 1696 roku zadaszenie spłonęło i nie zostało odbudowane. Za panowania Fiodora I schody nazywano Złotymi, w XVII wieku – Wielkimi i Czerwonymi. W 1753 roku, gdy wznoszono nowy pałac, nad górnym podestem rozebrano arkadę, a schody i łuki ułożono na nowo, zachowując poprzednią formę. Po raz kolejny ganek zdemontowano w 1841 roku i ponownie ułożono – prace kamieniarzy nadzorował Michiej Iwanow, nowe rzeźby lwów wykonał Santino Campioni.
W latach trzydziestych XX wieku ganek został rozebrany. Odbudowano go w latach 1992–1994 pod kierunkiem architekta Nikity Muchina. Do prac rekonstrukcyjnych wykorzystano rysunki wykonane podczas rozbiórki oraz model pałaty z Muzeum Architektury im. A.W. Szczusiewa.

### Dolna kondygnacja
Dolna kondygnacja Granowitej Pałaty składa się z kilku pomieszczeń ze stropem łukowym, które są wykorzystane jako biura, nie mają reprezentacyjnych dekoracji. Znajdują się tu m.in. pomieszczenia gospodarcze i kotłownia.